# 李箱
李 箱（イ・サン、1910年9月23日（陰暦8月20日） - 1937年4月17日）は日本統治時代の朝鮮の詩人、小説家。本名は金 海卿（キム・ヘギョン）。本貫は江陵金氏。
その難解で過度に自己中心的な作風は「天才」と「自己欺瞞」の両極端な評価を受け、独特の世界を描いている。27歳という若さで世を去ったことが、更に李箱の評価を難しくしている。

## 略歴
1910年陰暦8月20日、ソウル鍾路区社稷洞に生まれる。父は金演昌、母は朴世昌、弟と妹が1人ずついる。2歳の時から伯父・金演弼に預けられ、教育を受けた。7歳になると、家から近い桜上洞の新明学校に通い、東明学校（後に普成高等普通学校と合併）、京城高等工業学校と進学した。絵の才能があり、普成高校時代には画家を夢見ていた。学校で優等賞を受けたこともある。
1929年3月、普成高校を卒業後、朝鮮総督府の官吏であった伯父の世話を受けて、総督府内務局建築課の技手として就職した。11月には、官房会計課営繕係に転勤している。この頃、日本語の建築会計誌『朝鮮と建築』の表紙の図案募集に応募し、1等と3等に入選した。また、この雑誌に日本語で何篇かの詩を発表している。
李箱（イサン）というペンネームは、日本人が彼を「李さん、李さん」と呼んだことにちなんでいると言われるが、実は京城高等工業学校の卒業アルバムに李箱という名前が載っており、建築技師勤務以前からすでにペンネームとして使われていたのが明らかになった。このペンネームの由来は、絵の才能があった李箱に、親友の画家・具本雄（ク・ボヌン）がスモモ（李）の箱に入れた絵の具をプレゼントしたことである。
1933年、喀血し、そのため仕事をやめて黄海道の白川温泉に行き養生する。ここで妓生の錦紅（クモン）と知り合う。帰京すると、鍾路1街に茶房「つばめ」を開業し、錦紅を呼び寄せて商売をさせた。李箱は髪も髭も伸び放題の奔放な生活を送っていた。茶房経営はうまくいかず、その後も幾度か挑戦したが、どれも失敗に終わった。
1934年7月24日から、朝鮮中央日報に「烏瞰図」という難解な詩が連載される。そのあまりの難解さゆえに、人々の間に物議を醸した。そもそも「鳥瞰図」の誤字のようなこの詩を見て、「ふざけている」「きちがいのたわごと」と人々の理解を得ることができず、30回の連載予定だったのが15回で打ち切られてしまった。「烏瞰図」の作者である李箱は、自分の文学的試図に対する社会の反応に挫折を感じる。とはいえ、李箱の詩は、「烏瞰図」の前から非常に難解で幾何学的であり、常識人の理解を逸していた。
李箱は、茶房経営で失敗し、次第に落ちぶれていった。精神的にも衰弱し、それは「つばさ」や「逢別記」などでも窺い知ることができる。
1936年夏、李箱は梨花女子専門学校出身(中退)の卞東琳と結婚するが、生活はすでに破綻し、体は極度に衰弱していた。同年秋、李箱は忽然と東京へ赴く。東京を乞食のように彷徨いながら暮らしているところを思想不穏の嫌疑で西神田警察署に拘禁される。1ヶ月後に健康悪化のため釈放されるが、もう李箱には生きる力は残っていなかった。自己の死を悟ったかのように『終生記』を残して1937年4月17日午前4時、東京帝国大学附属病院の一室でレモンの匂いを嗅ぎながら27歳の生涯を閉じた。

## 年譜
- 1910年陰暦8月20日、ソウル鍾路区社稷洞に生まれる。
- 1917年4月、桜上洞の新明学校に入学。
- 1921年、新明学校を卒業、東光学校に入学。
- 1924年4月、東光学校が普成高等普通学校に合併され、同校の4年次生に編入される。
- 1926年3月、普成高等普通学校を卒業。東崇洞の京城高等工業学校建築科に入学。
- 1929年3月、京城高等工業学校を卒業。
- 1929年4月、朝鮮総督府内務局建築課技手として勤務。
- 1929年11月、官房会計課営繕係に転勤。
- 1932年、伯父が脳溢血で死亡。
- 1933年3月、喀血のため、退職。黄海道の白川温泉で養成。
- 1933年7月、茶房「つばめ」を開業。
- 1934年、九人会に入会。詩「烏瞰図」を発表。
- 1935年5月、茶房「つばめ」を廃業。
- 1935年9月、茶房「鶴」を開業。すぐに廃業。
- 1936年3月、九人会の同人誌『詩と小説』を編集。
- 1936年陰暦9月3日、渡日、東京へ行く。
- 1937年2月、思想不穏の嫌疑で東京西神田警察署に拘禁される。
- 1937年3月、健康悪化で釈放される。
- 1937年4月17日、東京帝国大学附属病院で死亡。

## 日本語で読める作品
- 「つばさ（翼）」『朝鮮小説代表作集』申建訳、教材社〈現代朝鮮文学選書〉、1940年。
- 「鳥瞰図・破帖・蜻蛉・一つの夜」『朝鮮詩集 中期』金素雲訳、興風館、1943年。
- 「つばさ（翼）」『現代朝鮮文学短篇集 1』東方社〈現代朝鮮文学選書〉、1955年。
- 「紙碑・正式Ⅳ」『朝鮮詩選』許南麒編訳、青木書店〈青木文庫〉、1955年。
- 「翼」『朝鮮短篇小説選』 下、長璋吉訳、岩波文庫、1984年6月。ISBN 9784003207420。
- 「失花」『朝鮮近代文学史資料』朝鮮語学科研究室編、東京外国語大学語学教育研究協議会〈文部省教育方法等改善プロジェクトによる刊行資料 昭和61年度〉、1987年3月。
- 「麻・烏瞰図」『韓国現代詩集』姜晶中編・訳、小野十三郎・小海永二監修、土曜美術社出版販売〈世界現代詩文庫 11〉、1987年4月。ISBN 9784886251404。
- 「クモ、豚に会う・つばさ」『朝鮮幻想小説傑作集』高演義訳、白水社〈白水Uブックス 92〉、1990年12月。ISBN 9784560070925。
- 「「異常の可逆反応」ほか」『朝鮮』黒川創編、新宿書房〈<外地>の日本語文学選 3〉、1996年3月。ISBN 9784880082165。
- 『李箱詩集』蘭明訳編、花神社、2004年4月。ISBN 9784760217410。
- 『李箱作品集成』崔真碩編訳、作品社、2006年9月。ISBN 9784861820885。
- 「一個の夜・蜻蛉」『再訳朝鮮詩集』金時鐘訳、岩波書店、2007年11月。ISBN 9784000238427。
- 「つばさ」『近代朝鮮文学日本語作品集 1908～1945』 セレクション2（小説）、大村益夫・布袋敏博編・解説、緑蔭書房、2008年6月。ISBN 9784897740751。
- 「異常ナ可逆反応・建築無限六面角体」『近代朝鮮文学日本語作品集 1908～1945』 セレクション4（詩）、大村益夫・布袋敏博編・解説、緑蔭書房、2008年6月。ISBN 9784897740775。
- 『翼 李箱作品集』斎藤真理子編訳、光文社古典新訳文庫、2023年11月。ISBN 9784334101299。

## その他
- 李箱文学賞：李箱の文学的功績を称えて1977年、文学思想社が設立した韓国の文学賞。